# کلمنت دوازدهم
پاپ کلمنت دوازدهم (به انگلیسی: Clement XII) یکی از پاپ‌های کلیسای کاتولیک رم بود که در فلورانس به دنیا آمد و از ۱۷۳۰ تا ۱۷۴۰ میلادی پاپ بود.